# 篠田吉央
篠田 吉央（しのだ よしお、1981年8月22日 - ）は、岡山放送 (OHK) のアナウンサー。

## 来歴
岐阜県美濃市出身。中央大学経済学部卒業。
中大在学時にはアナウンススクール山本勉強会に通っていた。また、「北朝鮮に拉致された中大生を救う会」の活動にも参加。2004年春に会の4代目代表幹事となり、2002年秋に日本へ帰国した蓮池薫の中大復学に尽力した。そして2005年3月に会を発展的に解散させ、全国協議会からの初の不祥事によらない脱退を果たす。
大学を卒業後、2005年に岡山放送に入社。

2021年11月9日時点、コンテンツ推進部アナウンス室課長・コンテンツ戦略プロジェクトリーダー
2022年10月時点、コンテンツ推進部担当部長〈アナウンス室〉・情報アクセシビリティ推進室長
2023年7月10日時点、コンテンツ制作局コンテンツ制作部担当部長アナウンス室兼情報アクセシビリティ推進室長兼コンテンツ戦略プロジェクトチーム担当部長
2024年2月28日付、ミルンコンテンツ報道センター情報アクセシビリティ推進部長兼アナウンス部
日々のアナウンス業務をこなす中、ニュース特集やドキュメンタリー番組の制作も手がけている。2018年には、篠田が制作したニュース特集「高齢化する岡山刑務所」がFNSアナウンス大賞の番組部門でブロック賞に選出された。
既婚者で、1児の父。

## 担当番組
- ニュースチャージ - メインキャスター（2011年4月 - 2012年3月）
- FNNスピーク ローカルパート[11]
- OHKフラッシュニュース[11]
- 金曜G7 - 中継リポーター
- OHKてれび時評 - 司会
- まつえレディースハーフマラソン（山陰中央テレビ） - 実況担当[12]
- みんなのニュース（フジテレビ） - 「みんなの広場」「みんなのふるさと」リポーター（2015年4月 - 2016年9月）[13][14]
- おかやまももてなし調査団！[15]
- OHKみんなのニュース - キャスター（2017年4月 - 2018年3月）
- OHKプライムニュース[16]
- FNNプライムニュース デイズ ローカルパート[16]
- OHK Live News 614
- FNN Live News days ローカルパート
- Live News イット! 土曜・日曜版ローカルパート
- ビズワン!（2020年4月 - 2022年3月）
- サン讃かがわPLUS